# Grimm (serial telewizyjny)
Grimm – amerykański serial telewizyjny z gatunku dark fantasy, stworzony przez Stephena Carpentera, Davida Greenwalta oraz Jima Koufa, który był nadawany od 28 października 2011 do 1 kwietnia 2017 roku na kanale NBC.
W Polsce produkcję nadawały bądź nadają m.in.: Canal+, Canal+ Film, Canal+ Film 2, TVP2 (latem 2015 roku).

## Fabuła
Detektyw Nick Burkhardt pracujący w policji w Portland dowiaduje się, że jest potomkiem grupy łowców znanych jako Grimm, którzy mają za zadanie utrzymywać balans pomiędzy ludzkością a baśniowymi stworami (które nazywają same siebie Wesen). Od tej pory stara się zrozumieć świat, który teraz otworzył przed nim nowe horyzonty, oraz starając się zachować balans pomiędzy swoją pracą w policji i życiem jako Grimm. Pomaga mu w tym przyjaciel Monroe i jego partner w policji, detektyw Hank Griffin.

## Obsada
- David Giuntoli jako Nick Burkhardt, główny bohater i tytułowy Grimm. Pracuje jako detektyw w wydziale zabójstw w Portland. Pochodzi z Rhinebeck w Nowym Yorku. Wywodzi się z długiej linii łowców zwanych Grimmami, dzięki czemu posiada wyjątkową zdolność – potrafi dostrzegać to czego nie mogą zobaczyć normalni ludzie. Ma również talent do szybkich i trafnych dedukcji.
- Russell Hornsby jako Hank Griffin, partner Nicka z policji. Bywa sarkastyczny i ma za sobą co najmniej dwa małżeństwa. Do trzeciego odcinka drugiego sezonu nie ma pojęcia o tym kim jest jego partner.
- Bitsie Tulloch jako Juliette Silverton, dziewczyna Nicka, z wykształcenia weterynarz, mówi też płynnie po hiszpańsku. Mieszka razem ze swym chłopakiem.
- Silas Weir Mitchell jako Monroe, zreformowany  Blutbad który jest przyjacielem Nicka. Pomaga mu rozwiązywać sprawy i służy mu swą wiedzą o Wesen które Nick spotyka na swej drodze. Jest zegarmistrzem, wegetarianinem, uprawia pilates, gra na wiolonczeli i lubi kolor czerwony.
- Sasha Roiz jako kapitan Sean Renard, bezpośredni przełożony Nicka i Hanka w policji oraz w połowie Wesen typu Zauberbiest. Należy do jednej z siedmiu rodzin królewskich i ma plany wobec Nicka. Gruntownie wykształcony – mówi płynnie po francusku, zna również łacinę, niemiecki i rosyjski.
- Reggie Lee jako sierżant Andrew „Drew” Wu, policjant pracujący na posterunku razem z Nickiem i Hankiem. Zazwyczaj zbiera informacje i pierwszy pojawia się na miejscu zbrodni, czasem pomaga również w śledztwach prowadzonych przez Nicka i Hanka.
- Bree Turner jako Rosalee Calvert, Fuchsbau która przejmuje sklep zielarski po śmierci swojego brata. Posiada rozległą wiedzę na temat różnych mikstur, leków oraz trucizn i pomaga Nickowi w razie potrzeby. Była uzależniona od narkotyków.
- Claire Coffee jako Adalind Schade, Hexenbiest która pracowała dla kapitana Renarda. Stała się zwykłym człowiekiem po tym jak połknęła trochę krwi Nicka, lecz udaje jej się później odzyskać moce.

## Produkcja
W styczniu 2011 telewizja NBC ogłosiła powstawanie serialu telewizyjnego zatytułowanego Grimm. David Greenwalt oraz Jim Kouf wspólnie napisali odcinek pilotażowy, którego reżyserii podjął się Marc Buckland. Zdjęcia do pierwszego odcinka rozpoczęły się w marcu 2011 w Portland. W maju 2011 roku telewizja NBC zdecydowała się na podjęcie produkcji kolejnych odcinków serialu. Greenwalt oraz Kouf zostali producentami wykonawczymi serii, wspólnie z Seanem Hayesem oraz Toddem Millinerem. Serial produkują firmy Universal Media Studios oraz Hazy Mills Productions. Zdjęcia do dalszego ciągu pierwszego sezonu rozpoczęły się w połowie lipca 2011, na terenie aglomeracji miasta Portland w Oregonie. 30 sierpnia 2011 NBC opóźniło premierę serialu Grimm o tydzień, tak by pierwszy odcinek był wyemitowany bliżej Halloween. 21 listopada 2011 telewizja NBC, pomimo spadku oglądalności kolejnych odcinków serii, postanowiła zlecić produkcję całego, 22-odcinkowego sezonu.
16 marca 2012 NBC ogłosiła, że serial został prolongowany do drugiego sezonu. Producenci i scenarzyści serialu – David Greenwalt i Jim Kouf potwierdzili, że zdjęcia do drugiego sezonu również zostały wykonane w obrębie miasta Portland, uważając, że jest to doskonałe miejsce by uchwycić odpowiedni klimat potrzebny serialowi, a także ponieważ miasto oferuje różnorodne typy scenerii.
26 kwietnia 2013 telewizja NBC ogłosiła, że serial prolongowano do serii trzeciej. Natomiast 19 marca 2014 ogłoszono, że serial został prolongowany do 4. sezonu. 5 lutego 2015 telewizja NBC potwierdziła prolongowanie serialu do 5. sezonu.
Telewizja NBC potwierdziła prolongowanie serialu do 6. sezonu. 29 sierpnia 2016 roku stacja NBC ogłosiła, że seria szósta będzie ostatnią serią serialu. Pierwszy odcinek tej serii został wyświetlony 6 stycznia 2017 roku.
W październiku 2018 stacja NBC poinformowała nad rozpoczęciem prac nad spinoffem serii, która skupiać by się miała na postaci kobiecej.

### Casting
Jako pierwszy został obsadzony David Giuntoli jako Nick, główny protagonista serii. Jako drugi do obsady dołączył Silas Weir Mitchell jako Monroe, zreformowany „wielki zły wilk”. Następnie do obsady dołączyli Russell Hornsby jako partner Nicka z policji oraz Bitsie Tulloch jako dziewczyna Nicka. Jako ostatni do obsady pierwszego sezonu dołączył Sasha Roiz w roli kapitana Renarda.
W drugim sezonie serialu do głównej obsady dołączyły: Bree Turner w roli Rosalee Calvert; aktorka wcieliła się w tę postać wcześniej gościnnie w czterech odcinkach pierwszego sezonu, a także Claire Coffee jako Adalind Schade, która również występowała wcześniej gościnnie w ciągu pierwszego sezonu.

## Spis odcinków
Każdy odcinek inspirowany jest jakąś baśnią, legendą lub inną opowieścią i rozpoczyna się stosownym cytatem. Najczęściej pojawiają się cytaty i nawiązania do historii i postaci z baśni braci Grimm, ale można znaleźć również nawiązania do baśni Hansa Christiana Andersena czy książek takich jak Myszy i ludzie i opowiadaniach Wendigo i inne upiory i The Goblin Spider.
Całość serialu składa się z sześciu sezonów; pierwsze pięć składa się z 22 odcinków każdy, natomiast ostatni z 13 odcinków. W trakcie drugiego sezonu, między odcinkiem dwunastym (Season of the Hexenbiest) a trzynastym (The Face Off), wyprodukowany został wydany w czterech częściach webisode, udostępniony w internecie pod wspólną nazwą Bad Hair Day. Podobnie wydano dwa kolejne webisody – pomiędzy serią drugą a trzecią webisode pt. Meltdown oraz w trakcie 3 sezonu, pomiędzy The Wild Hunt oraz Revelation odcinek Love is in the Air.
| Sezon | Sezon | Odcinki | Oryginalna emisja    | Oryginalna emisja | Oryginalna emisja | Oryginalna emisja    | Oryginalna emisja |
| Sezon | Sezon | Odcinki | Premiera sezonu      | Finał sezonu      | Premiera sezonu   | Finał sezonu         |                   |
| ----- | ----- | ------- | -------------------- | ----------------- | ----------------- | -------------------- | ----------------- |
|       | 1     | 22      | 28 października 2011 | 18 maja 2012      | 5 lipca 2012      | 13 września 2012     |                   |
|       | 2     | 22      | 13 sierpnia 2012     | 21 maja 2013      | 3 czerwca 2013    | 28 października 2013 |                   |
|       | 3     | 22      | 25 października 2013 | 16 maja 2014      | 26 maja 2014      | 20 października 2014 |                   |
|       | 4     | 22      | 24 października 2014 | 15 maja 2015      | 2 lipca 2015      | 10 września 2015     |                   |
|       | 5     | 22      | 30 października 2015 | 20 maja 2016      | 6 grudnia 2016    | 28 grudnia 2016      |                   |
|       | 6     | 13      | 6 stycznia 2017      | 1 kwietnia 2017   | 21 marca 2017     | 25 kwietnia 2017     |                   |

## Nagrody i nominacje
| rok  | ceremonia                 | odbiorca                                                                | kategoria                                                                       | rezultat  | przypisy |
| ---- | ------------------------- | ----------------------------------------------------------------------- | ------------------------------------------------------------------------------- | --------- | -------- |
| 2012 | Saturn                    | Grimm                                                                   | Najlepszy serial telewizyjny                                                    | Nominacja | [ 31 ]   |
| 2012 | Creative Arts Emmy Awards | Matt Taylor                                                             | Najlepsza koordynacja kaskaderska (za odcinek Kobieta w czerni)                 | Nominacja | [ 32 ]   |
| 2012 | Nagroda Satelita          | Grimm                                                                   | Najlepszy serial gatunkowy                                                      | Nominacja | [ 33 ]   |
| 2013 | People’s Choice Awards    | Grimm                                                                   | Ulubiony dramatyczny serial telewizyjny                                         | Nominacja | [ 34 ]   |
| 2015 | nagroda Hugo              | Steven DePaul (reżyser), Alan Di Fiore (scenariusz)                     | Najlepsza prezentacja dramatyczna (krótka forma) (za odcinek Once We Were Gods) | Nominacja | [ 35 ]   |
| 2016 | nagroda Hugo              | Jim Kouf (reżyser), Jim Kouf (scenariusz), David Greenwalt (scenariusz) | Najlepsza prezentacja dramatyczna (krótka forma) (za odcinek Headache)          | Nominacja | [ 36 ]   |

## Powiązane

### Komiksy
Od maja 2013 roku, Dynamite Entertainment rozpoczęło wydawanie serii komiksów związanych z serialem. Każdego miesiąca ukazywał się kolejny rozdział. Pierwszy ukończony tom komiksu nosi nazwę Grimm Volume 1: The Coins of Zakynthos i rozwija wątek monet, które pojawiły się wcześniej w serialu m.in. w odcinku  Trzy monety. Komiks zakończono wraz z 12 numerem 30 kwietnia 2014 roku.

### Książki
Wydano również dwie książki, których akcja opiera się na serialu telewizyjnym Grimm. Pierwsza z nich została napisana przez Johna Shirleya i nosi tytuł Grimm: The Icy Touch. Miała swoją premierę 5 listopada 2013. Druga książka z tej serii, pod tytułem Grimm – The Chopping Block, której autorem jest John Passarella, miała swoją premierę 18 lutego 2014 roku. Trzecia książka, zatytułowana Grimm: The Killing Time została napisana przez Tima Waggonera i opublikowana 30 września 2014 roku.
Ponadto, 8 listopada 2013 wydano książkę Grimm – Aunt Marie’s Book of Lore, która w zamyśle jest przewodnikiem po Wesen.